# George Cohen
George Reginald Cohen (* 22. Oktober 1939 in Kensington, London; † 23. Dezember 2022) war ein englischer Fußballspieler. Als rechter Außenverteidiger der englischen Nationalmannschaft während der WM 1966 im eigenen Land wurde er Fußballweltmeister.

## Karriere
Cohen spielte während seiner gesamten fußballerischen Karriere beim FC Fulham, bei dem er sich zu einem leistungsstarken Außenverteidiger entwickelte und häufig mit Offensivläufen die Flügelspieler unterstützte.
Er schloss sich Fulhams Profikader im Jahr 1956 an und sollte in den folgenden dreizehn Jahren ein wichtiger Spieler für den Verein sein. Seine internationalen Einsätze schienen dabei zunächst auf die U23-Nachwuchsmannschaft beschränkt zu bleiben, da ihm der Konkurrent auf seiner Position, Jimmy Armfield vom FC Blackpool, stetig vorgezogen wurde und auch während der WM 1962 in Chile spielte.
Im April des Jahres 1964 absolvierte Armfield bei der Niederlage gegen Schottland im Hampden Park ein Länderspiel, nach dem Englands Trainer Alf Ramsey einen Monat später Cohen als Alternative ausprobierte und ihm damit bei dem 2:1-Sieg gegen Uruguay zu seinem Debüt verhalf. Als Armfield verletzungsbedingt länger ausfiel und die WM 1966 näher kam, spielte Cohen in 21 der 23 weiteren Vorbereitungsspiele zu dieser Weltmeisterschaft. Armfield absolvierte nach seiner Genesung noch zwei Spiele, aber Ramsey entschied sich für Cohen als Stammspieler.
Cohen spielte ein fehlerfreies Turnier in einem Team, das ohne konventionelle Flügelspieler auskam, um das Mittfeldspiel zu verstärken und um es jungen, konditionsstarken Spielern wie Martin Peters und Alan Ball zu ermöglichen, bei Bedarf auf die Außenposition auszuweichen, um von dort zu flanken und dann wieder die angestammte Position einzunehmen. Sowohl in den Momenten, wenn die Spieler aufgrund der Flügelläufe ihre Positionen verließen, als auch für eigene Offensivaktionen haben dabei Spieler wie Cohen zusätzliche Optionen und Sicherheiten während des Spiels angeboten.
Als England in die Turnier-Gruppenphase mit Uruguay, Mexiko und Frankreich eintrat, war Cohens unspektakuläre Spielweise ebenso mannschaftsdienlich wie die sehr publikumswirksamen Leistungen von Spielern wie Bobby Charlton. Cohen konservierte seine gute Form, als das englische Team im Viertelfinale eine sehr aggressiv auftretende Mannschaft aus Argentinien schlug. Auf einem sehr bekannten Foto sieht man dabei, wie ein erboster Ramsey, der nach dem Spiel den Gegner als „Tiere“ bezeichnete, Cohen von einem Trikottausch abhielt.
Drei Tage später sorgten ein Offensivlauf von Cohen und ein Pass zu Charlton dafür, dass England gegen das als Turnierfavorit gehandelte Team aus Portugal (mit Spielern wie Eusébio) mit 2:1 im Halbfinale gewinnen konnte.
Im Finale gegen Deutschland absolvierte Cohen sein 30. Länderspiel und spielte auf seine konstante Weise in einer sehr ereignisreichen Partie. Seine einzige spektakuläre Szene zeigte ihn, wie er in der letzten Minute einen Freistoß von Lothar Emmerich im Strafraum zum freistehenden Wolfgang Weber verlängerte, dessen Schuss dann ins Tor ging und somit die Verlängerung erzwang. Das Spiel gewann England letztendlich mit 4:2.
Cohen spielte nach der Weltmeisterschaft auch noch die darauffolgenden acht Partien, bevor Ramsey entschied, für die EM 1968 auf jüngere Außenverteidiger zurückgreifen zu wollen. Cohens 37. und letztes Länderspiel fand dabei am 22. November 1967 beim 2:0 gegen Nordirland im Wembley-Stadion statt. Während seiner gesamten Nationalmannschaftskarriere gelang ihm kein Tor.
In Fulham spielte er bis 1969 und konnte dabei keinen Titel gewinnen. Er stieg sogar im Jahr 1968 in die zweite Liga ab. Nach 459 Vereinseinsätzen beendete er dann seine fußballerische Karriere. George Best von Manchester United beschrieb ihn als „den besten Verteidiger, gegen den ich je gespielt habe“.
Im Gegensatz zu seinem Außenverteidigerkollegen auf der linken Seite Ray Wilson scheute Cohen danach zumeist das Rampenlicht, obwohl er stets gerne über die Ereignisse der WM 1966 berichtete, wenn er danach gefragt wurde. Er kehrte erst in den 1980er Jahren in den Fokus der Öffentlichkeit zurück, als er an Krebs erkrankte und den Kampf dagegen gewann.
Eine finanzielle Notlage sorgte später dafür, dass Cohen seine Medaille des Weltmeisterschaftsfinals verkaufen musste, wobei sein alter Verein aus Fulham diese für 80.000 Pfund erstand und seither im eigenen Stadion Craven Cottage ausstellt. Zudem benannte der Verein einen Logenbereich The George Cohen Suite.
Im Jahr 2000 ereilte Cohen ein weiterer Schicksalsschlag, als sein Bruder Peter, Nachtklubbesitzer und Vater des bekannten Rugbyspielers Ben Cohen, getötet wurde. Drei Männer wurden deshalb zwar vom Mord- und Totschlagsvorwurf freigesprochen, aber wegen eines minderschweren Vergehens verurteilt. Ben Cohen selbst war später Teil der Rugby-Mannschaft, die die Weltmeisterschaft 2003 gewann.
Ebenfalls im Jahr 2000 wurde Cohen, gemeinsam mit vier weiteren Mannschaftskameraden aus dem Team von 1966, mit dem Order of the British Empire als MBE ausgezeichnet, nachdem zuvor in der Öffentlichkeit massiv kritisiert worden war, dass dieses Quintett nie zuvor für den Erfolg ausgezeichnet worden sei. Die vier anderen Spieler waren Ball, Wilson, Nobby Stiles und Roger Hunt.
Während einer Dokumentation für Channel 4 wurde Cohen bei der Suche nach den besten elf Spielern Englands aller Zeiten von der Öffentlichkeit auf die Position des rechten Verteidigers gesetzt und somit Spielern wie Phil Neal und Gary Neville vorgezogen. Er war einer von vier Spielern der Mannschaft von 1966, die es in diese Elf schafften.
Im Jahr 2003 veröffentlichte Cohen seine Autobiographie. Er lebte zuletzt zurückgezogen, wobei er regelmäßig bei Benefizveranstaltungen zur Bekämpfung von Krebs zu Gast war.

## Widmungen
In Wien wurde der George-Cohen-Platz nach ihm benannt.